# Passerina amoena
Passerina amoena là một loài chim trong họ Cardinalidae.